# بلاكا ديليسي (فويوتيا)

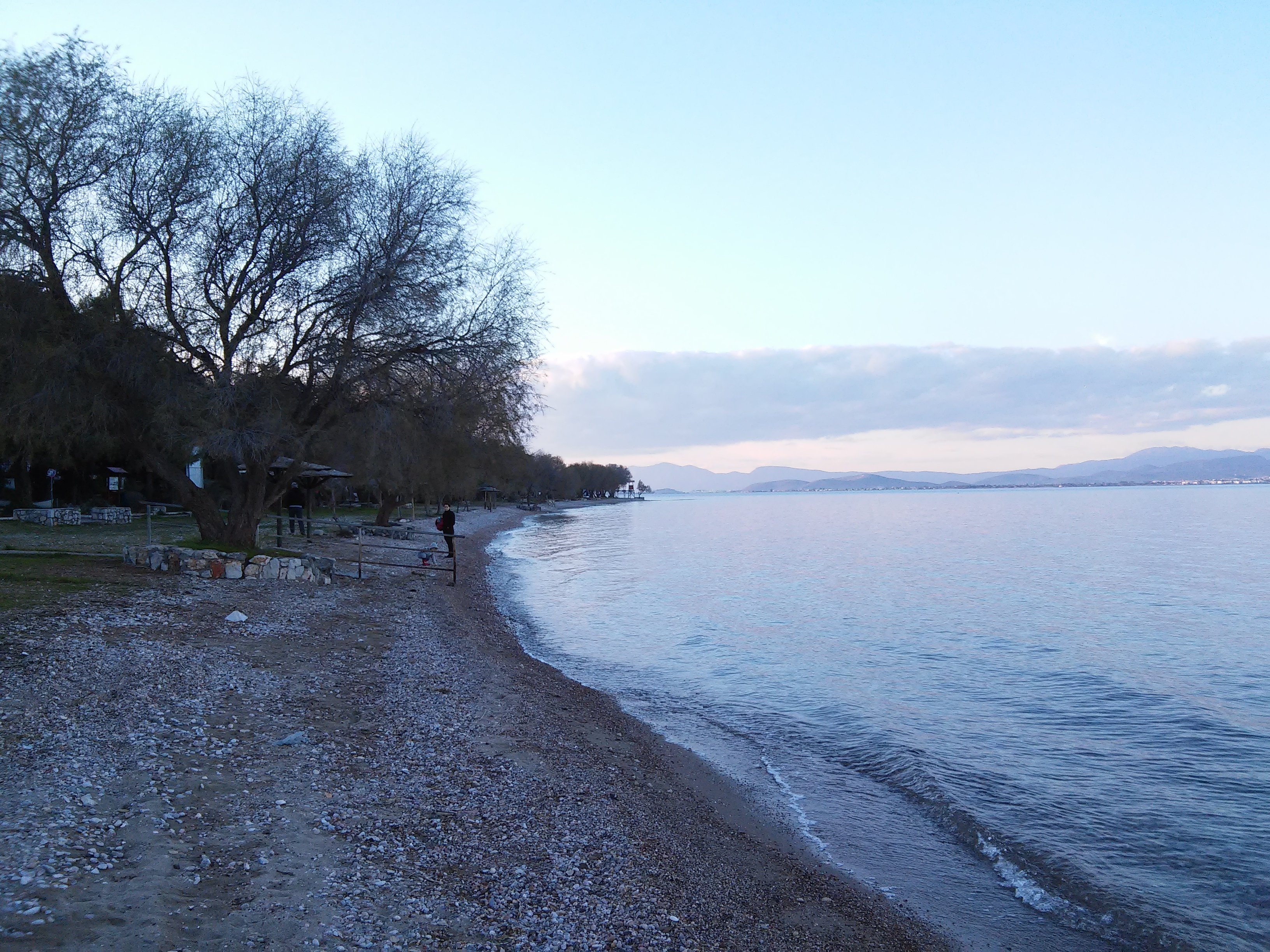

بلاكا ديليسي (Πλάκα Δήλεσι) هي مدينة في فويوتيا في مقاطعة كينتريكي إلادا في اليونان.